# Primera División 1953-1954 (Spagna)
La Primera División 1953-1954 è stata la 23ª edizione della massima serie del campionato spagnolo di calcio, disputata tra il 13 settembre 1953 e il 25 maggio 1954 e concluso con la vittoria del Real Madrid, al suo terzo titolo.
Capocannoniere del torneo è stato Alfredo Di Stéfano (Real Madrid) con 27 reti.

## Classifica finale
|  | Pos. | Squadra             | Pt | G  | V  | N | P  | GF | GS | DR  |
|  | ---- | ------------------- | -- | -- | -- | - | -- | -- | -- | --- |
|  | 1.   | Real Madrid         | 40 | 30 | 17 | 6 | 7  | 72 | 41 | +31 |
|  | 2.   | Barcellona          | 36 | 30 | 16 | 4 | 10 | 74 | 39 | +35 |
|  | 3.   | Valencia            | 34 | 30 | 14 | 6 | 10 | 69 | 51 | +18 |
|  | 4.   | Español             | 34 | 30 | 14 | 6 | 10 | 50 | 36 | +14 |
|  | 5.   | Siviglia            | 32 | 30 | 15 | 2 | 13 | 57 | 49 | +8  |
|  | 6.   | Athletic Bilbao     | 32 | 30 | 12 | 8 | 10 | 54 | 44 | +10 |
|  | 7.   | Deportivo La Coruña | 31 | 30 | 13 | 5 | 12 | 41 | 46 | -5  |
|  | 8.   | Racing Santander    | 31 | 30 | 12 | 7 | 11 | 53 | 61 | -8  |
|  | 9.   | Real Sociedad       | 29 | 30 | 11 | 7 | 12 | 44 | 58 | -14 |
|  | 10.  | Celta Vigo          | 29 | 30 | 12 | 5 | 13 | 47 | 54 | -7  |
|  | 11.  | Atlético Madrid     | 29 | 30 | 11 | 7 | 12 | 57 | 47 | +10 |
|  | 12.  | Real Valladolid     | 29 | 30 | 12 | 5 | 13 | 50 | 60 | -10 |
|  | 13.  | Osasuna             | 28 | 30 | 12 | 4 | 14 | 46 | 54 | -8  |
|  | 14.  | Real Jaén           | 28 | 30 | 11 | 6 | 13 | 55 | 70 | -15 |
|  | 15.  | Real Oviedo         | 22 | 30 | 8  | 6 | 16 | 31 | 53 | -22 |
|  | 16.  | Sporting Gijón      | 19 | 30 | 7  | 2 | 21 | 44 | 81 | -37 |

Legenda:
      Campione di Spagna.
  Partecipa agli spareggi interdivisionali.
      Retrocesse in Segunda División 1954-1955.
Regolamento:
Due punti a vittoria, uno a pareggio, zero a sconfitta.
In caso di arrivo di due o più squadre a pari punti, la graduatoria verrà stilata secondo la classifica avulsa tra le squadre interessate che prevede, in ordine, i seguenti criteri:
- Punti negli scontri diretti.
- Differenza reti negli scontri diretti.
- Differenza reti generale.
- Reti realizzate in generale.

## Spareggi

### Spareggi interdivisionali
Agli spareggi interdivisionali, oltre alla 13ª e 14ª classificata in Primera División, parteciparono anche le seconde e le terze classificate dei due gironi di Segunda División. Le prime due squadre avevano diritto a partecipare alla stagione successiva di Primera División.
|  | Pos. | Squadra   | Pt | G  | V | N | P | GF | GS | DR  |
|  | ---- | --------- | -- | -- | - | - | - | -- | -- | --- |
|  | 1.   | Malaga    | 15 | 10 | 6 | 3 | 1 | 21 | 15 | +6  |
|  | 2.   | Hércules  | 13 | 10 | 5 | 3 | 2 | 16 | 10 | +6  |
|  | 3.   | Osasuna   | 11 | 10 | 4 | 3 | 3 | 23 | 20 | +3  |
|  | 4.   | Barakaldo | 9  | 10 | 3 | 3 | 4 | 18 | 20 | -2  |
|  | 5.   | UE Lleida | 8  | 10 | 3 | 2 | 5 | 27 | 30 | -3  |
|  | 6.   | Real Jaén | 4  | 10 | 1 | 2 | 7 | 15 | 25 | -10 |

Legenda:
      Promosso in Primera División 1954-1955.
Regolamento:
Due punti a vittoria, uno a pareggio, zero a sconfitta.

## Statistiche

### Squadre

#### Capoliste solitarie
|    | —— | ——          | ——          | ——          | —— | ——          | ——          | ——          | ——          | ——          | ——          | ——          | ——          | ——          | ——          | ——          | ——          | ——          | ——  | ——  | ——  | ——          | ——          | ——          | ——          | ——          | ——          | ——          | ——          | —— |  |
|    |    | Real Madrid | Real Madrid | Real Madrid |    | Real Madrid | Real Madrid | Real Madrid | Real Madrid | Real Madrid | Real Madrid | Real Madrid | Real Madrid | Real Madrid | Real Madrid | Real Madrid | Real Madrid | Real Madrid |     | RMa |     | Real Madrid | Real Madrid | Real Madrid | Real Madrid | Real Madrid | Real Madrid | Real Madrid | Real Madrid |    |  |
|    |    |             |             |             |    |             |             |             |             |             |             |             |             |             |             |             |             |             |     |     |     |             |             |             |             |             |             |             |             |    |  |
|    |    |             |             |             |    |             |             |             |             |             |             |             |             |             |             |             |             |             |     |     |     |             |             |             |             |             |             |             |             |    |  |
| 1ª | 2ª | 3ª          | 4ª          | 5ª          | 6ª | 7ª          | 8ª          | 9ª          | 10ª         | 11ª         | 12ª         | 13ª         | 14ª         | 15ª         | 16ª         | 17ª         | 18ª         | 19ª         | 20ª | 21ª | 22ª | 23ª         | 24ª         | 25ª         | 26ª         | 27ª         | 28ª         | 29ª         | 30ª         |    |  |

#### Primati stagionali
- Maggior numero di vittorie: Real Madrid (17)
- Minor numero di sconfitte: Real Madrid (7)
- Migliore attacco: Barcellona (74 reti segnate)
- Miglior difesa: Español (36 reti subite)
- Miglior differenza reti: Barcellona (+35)
- Maggior numero di pareggi: Athletic Bilbao (8)
- Minor numero di pareggi: Siviglia, Sporting Gijón (2)
- Maggior numero di sconfitte: Sporting Gijón (21)
- Minor numero di vittorie: Sporting Gijón (7)
- Peggior attacco: Real Oviedo (31 reti segnate)
- Peggior difesa: Sporting Gijón (81 reti subite)
- Peggior differenza reti: Sporting Gijón (-37)